# 駅前通 (仙台市)

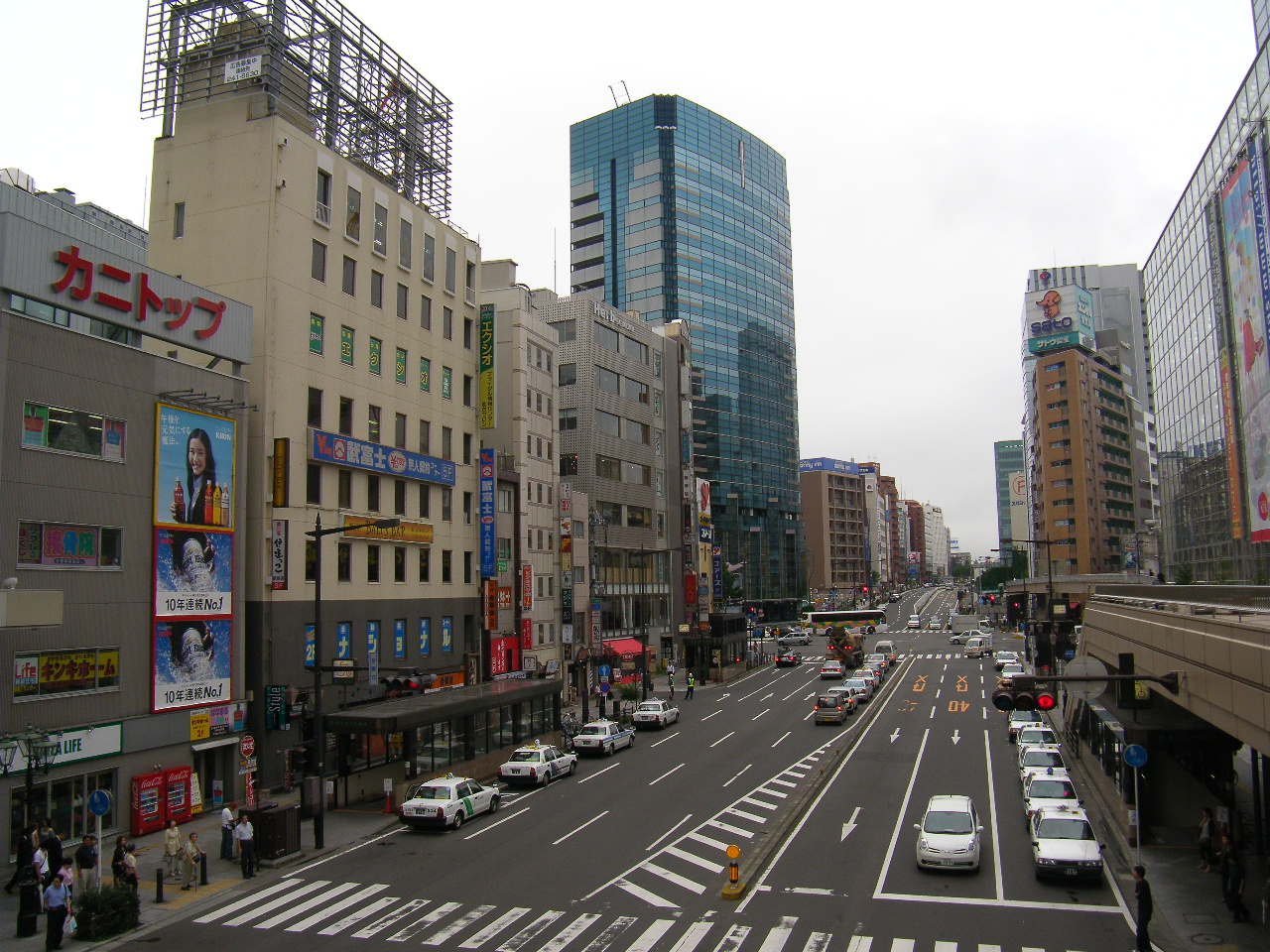
仙台駅西口ペデストリアンデッキから北向き（2008年9月）

駅前通（えきまえどおり）は、宮城県仙台市青葉区の仙台駅西口バスターミナル前（南町通との連結部）から錦町（定禅寺通との連結部）までの市道である。仙台市道南町通1号線の一部と仙台市道駅前通線からなる。仙台市の愛称命名道路のうちの1つで、公募により1982年（昭和57年）に命名された。

## 概要
その名のとおり仙台駅前の道であるが、他の都市で一般的に言われている駅前通の様に、都心部から仙台駅に通じるように結ぶアクセス道路、あるいはメインストリートではなく、仙台駅西口に沿って横断するように伸びる道である。仙台駅西口ペデストリアンデッキの下を通過する。片側2車線（駅前部分は3車線）。中央分離帯、街路樹等はない。
青葉通や東五番丁通を含め、仙台駅西口周辺には英国製ガス灯が110基設置されており、柱頂部にはミニチュアの伊達政宗騎馬像が付置されているものもある。
なお、仙台市の都市計画道路（基本計画）では、現在の終点である定禅寺通との分岐点より北方（光禅寺通）の一方通行を拡幅し、盲学校寄宿舎前（現在の二本杉通）、台原を経由して地下鉄旭ヶ丘駅屋上部の道路と接続することになっているが、実現する可能性は低い。ちなみに、拡幅予定地の光禅寺通は南行の一方通行路であるが、北四番丁通より混雑の激しい愛宕上杉通を経由せず直接駅前通に抜けられるため地元では「仙台駅直通の抜け道」として日中でも交通量が多い。

## 交差する道路
| 交差する道路                                         | 交差する道路                                 | 交差点               | 路線番号               | 道路愛称 |
| 西方向                                               | 東方向                                       | 交差点               | 路線番号               | 道路愛称 |
| ---------------------------------------------------- | -------------------------------------------- | -------------------- | ---------------------- | -------- |
| 市道青葉1135号光禅寺通線＜光禅寺通＞                 |                                              |                      |                        |          |
| 市道青葉1141号定禅寺通宮町線＜定禅寺通＞             | 市道青葉1141号定禅寺通宮町線                 |                      | 市道青葉1152号駅前通線 | 駅前通   |
| 市道青葉1272号区画街路南23号線                       |                                              |                      | 市道青葉1152号駅前通線 | 駅前通   |
| 国道45号＜花京院通＞                                 | 国道45号＜花京院通＞                         | 花京院               | 市道青葉1152号駅前通線 | 駅前通   |
| 市道青葉1578号本町一丁目1号線                        |                                              |                      | 市道青葉1152号駅前通線 | 駅前通   |
| 市道青葉1226号茂市ケ坂線＜茂市ケ坂＞                 |                                              |                      | 市道青葉1152号駅前通線 | 駅前通   |
|                                                      | 市道青葉1146号花京院一丁目1号線              |                      | 市道青葉1152号駅前通線 | 駅前通   |
| 市道青葉1275号区画街路南26号線                       |                                              |                      | 市道青葉1152号駅前通線 | 駅前通   |
|                                                      | 市道青葉1145号末無掃部丁線＜末無掃部丁通り＞ |                      | 市道青葉1152号駅前通線 | 駅前通   |
| 市道青葉1223号元寺小路2号線＜元寺小路＞              |                                              |                      | 市道青葉1152号駅前通線 | 駅前通   |
| 市道青葉1169号広瀬通1号線＜広瀬通＞                  | 市道青葉1497号元寺小路福室線＜宮城野橋＞     |                      | 市道青葉1152号駅前通線 | 駅前通   |
| 市道青葉1282号区画街路南34号線＜谷風通り＞           |                                              |                      | 市道青葉1152号駅前通線 | 駅前通   |
| 市道青葉1510号中央通線＜ハピナ名掛丁＞＜名掛丁通り＞ | 市道青葉1151号＜名掛丁通り＞                 |                      | 市道青葉1152号駅前通線 | 駅前通   |
| ペデストリアンデッキ                                 |                                              |                      | 市道青葉1152号駅前通線 | 駅前通   |
| 市道青葉1227号政岡通線＜政岡通り＞                   |                                              |                      | 市道青葉1152号駅前通線 | 駅前通   |
| ペデストリアンデッキ                                 |                                              |                      | 市道青葉1152号駅前通線 | 駅前通   |
| 市道青葉1166号青葉通線＜青葉通＞                     |                                              | 仙台駅前             | 市道青葉1152号駅前通線 | 駅前通   |
| 市道青葉1166号青葉通線＜青葉通＞                     | 市道青葉1165号南町通1号線                    | 仙台駅前             |                        | 駅前通   |
|                                                      |                                              | 仙台駅前バスプール前 |                        | 駅前通   |
| 市道青葉1165号南町通1号線＜南町通＞                  |                                              |                      |                        |          |

## 沿道の施設など
- 仙台駅（東日本旅客鉄道（JR東日本）、仙台市地下鉄南北線・東西線）
- AER（アエル）
- 仙台マークワン
  - 仙台PARCO
- 仙台駅前開発ビル
  - 仙台ロフト
- さくら野百貨店仙台店跡地（パン・パシフィック・インターナショナルホールディングス再開発予定地）
- ハピナ名掛丁商店街
- 花京院スクエア
- 大樹生命仙台本町ビル（アジュール仙台）
- 花京院緑地